# Contract sinalagmatic
Contractul sinalagmatic este cel mai des întâlnit tip de contract, mai ales în domeniul comercial.
Specificul contractului sinalagmatic este faptul că de la data perfectării lui generează drepturi și obligații reciproce și interdependente între părți, obligația fiecărei părți avându-și cauza juridică în obligația celeilalte. Aceasta înseamnă că în schimbul obligației de a livra un produs, cealaltă parte se obligă, reciproc și interdependent, să plătească un preț.
Clasificare actelor juridice civile în unilaterale și bilaterale nu trebuie confundată cu clasificarea contractelor civile în contracte unilaterale și contracte bilaterale (sau sinalagmatice). Clasificarea actelor juridice în unilaterale și bilaterale se face după criteriul numărului părților, iar clasificarea contractelor civile se face în funcție de conținutul lor. Exemple de contracte sinalagmatice sunt: contractul de vânzare-cumpărare, contractul de antrepriză, contractul de schimb, contractul de locațiune, contractul de arendare, contractul de tranzacție, promisiunea bilaterală de vânzare-cumpărare și contractul de concesiune.